# مالبث
مالبِث پیشگو نام شخصیتی در سرزمین میانی در داستان‌های جی. آر. آر. تالکین است که برای دو پیشگویی مهم در یاد مانده‌است.

## سرنگونی آرتدین
مالبث در هنگام تولد آرافانت چنین می‌گوید:
شما او را آرودویی خواهید خواند چرا که او آخرین از آرتدین خواهد بود. با این حال هنگامی خواهد رسید که دونداین حق انتخاب داشته باشد اگر آنها راهی را انتخاب کنند که امید کمتری به آن است، پسر شما نامش را تغییر خواهد داد و شاه قلمرویی بزرگ خواهد شد. اگر نه، اندوه و افسوس فراوان خواهد بود و جان‌های بسیاری از دست خواهد رفت تا آنکه دونداین برخیزد و قلمرو یکپارچه شود.